# 71855 Incamajorca
71855 Incamajorca este o planetă minoră (asteroid), cu un diametru de 2,223 km, din centura de asteroizi. A fost descoperită pe 31 octombrie 2000 la Observatorul Astronomic din Mallorca⁠(d) de . 
Obiectul prezintă o orbită caracterizată de o semiaxă mare de 2,5320878595147 UAi, o excentricitate de 0,081332984587214, o înclinație de 11,614028231729 ° în raport cu ecliptica.